# Budget Suites of America
Budget Suites of America est un groupe hôtelier américain créé par Robert Bigelow présent dans les États américains de l'Arizona, du Nevada, et du Texas.